# Matskantjärnarna
Matskantjärnarna är en sjö i Vilhelmina kommun i Lappland och ingår i Ångermanälvens huvudavrinningsområde. Matskantjärnarna ligger i Marsfjället Natura 2000-område.